# Stade municipal de Gliwice
Pour les articles homonymes, voir Stade municipal.
 (avril 2025).
Le stade municipal de Gliwice est un stade de football situé à Gliwice en Pologne et construit avant 1926. Il est utilisé pour les matches à domicile du Piast Gliwice et peut accueillir jusqu'à 10 037 personnes depuis sa rénovation en 2011. 
La capacité du stade peut être portée à 15 000 places.

## Histoire

### 2010-2011: rénovation
En 2009, le Piast Gliwice et la ville décident de rénover complètement le stade et font appel au cabinet allemand Bremer AG, spécialiste des projets à faible coût. La société propose alors, sur le modèle de l'Energieteam Arena construit un an plus tôt à Paderborn en Allemagne et qu'elle a imaginé, un stade conçu simplement, à partir de blocs préfabriqués et pour un coût total estimé à un peu plus de 54 millions de złotys (soit 13 millions d'euros).
Les travaux débutent le 28 septembre 2010 par la démolition totale de l'enceinte, sous l'entrepreneuriat de la société polonaise Polimex-Mostostal, et s'achèvent en juillet 2011.
Cependant, avec les nouvelles normes de sécurité imposées par l'organisateur du championnat de Pologne, il est nécessaire de repenser la surveillance et l'identification des personnes, ce qui repousse à novembre 2011 l'opérationnalité complète du stade.
Le 5 novembre, un premier match y est joué et oppose le Piast Gliwice au Wisła Płock. Devant 9 432 personnes, l'équipe de Silésie s'impose deux buts à un.